# 후지나미역 (아이치현)
후지나미역(일본어: 藤浪駅)은 일본 아이치현 아이사이시에 위치한 나고야 철도 쓰시마선의 철도역이다. 역 번호는 TB 06이며, 상대식 승강장 2면 2선의 구조를 갖춘 고가역이다.

## 타는 곳
| 1 | ■ 쓰시마 선 | 하행 | 쓰시마 · 사야 · 야토미 · 모리카미 · 이치노미야 방면 |
| 2 | ■ 쓰시마 선 | 상행 | 스카구치 · 나고야 · 히가시오카자키 · 오타가와 방면  |

## 이용 현황
| 연도 | 1일 평균 승차 인원 |
| ---- | ------------------ |
| 2002 | 2,268              |
| 2003 | 2,368              |
| 2004 | 2,434              |
| 2005 | 2,601              |
| 2006 | 2,616              |
| 2007 | 2,683              |
| 2008 | 2,745              |
| 2009 | 2,747              |
| 2010 | 2,798              |
| 2011 | 2,861              |
| 2012 | 2,857              |
| 2013 | 2,922              |
| 2014 | 2,886              |
| 2015 | 2,894              |

## 역 주변
- 아이사이 시청 사오리 청사

## 인접 역
| 나고야 철도 쓰시마선       | 나고야 철도 쓰시마선 | 나고야 철도 쓰시마선     |
| -------------------------- | -------------------- | ------------------------ |
| TB 05 쇼바타 스카구치 방면 | ■ 쓰시마선           | 쓰시마 TB 07 쓰시마 방면 |